# مینووا ۷۰۶۸
سیارک ۷۰۶۸ (به انگلیسی: 7068 Minowa، نامگذاری:1994WD1) هفت هزار و شصت و هشتمین سیارک کشف شده‌است که در ۲۶ نوامبر ۱۹۹۴ کشف شد.
قدر مطلق سیارک برابر ۱۳٫۱۰ است.